# Nationalversammlung (Sudan)
Die Nationalversammlung von Sudan (arabisch المجلس الوطني, DMG al-maǧlis al-waṭanī) ist das Unterhaus im Zweikammersystem des nordostafrikanischen Staates Sudan.

## Zusammensetzung
Laut Übergangsverfassung von 2005 werden die Abgeordneten in die Nationalversammlung für jeweils fünf Jahre gewählt.
Bei der Parlamentswahl vom 11. bis 15. April 2010 wurde noch in Nord- und Südsudan gewählt, vor dem Unabhängigkeitsreferendum im Südsudan 2011.
Nach der Parlamentswahl 2015 stellt die Nationale Kongresspartei (NCP) weiterhin die mit Abstand größte Fraktion.

Zusammensetzung der Nationalversammlung von Sudan, 2015
Nationale Kongresspartei (323)
Demokratische Unionisten (25)
Demokratische Unionisten (Jalal al-Digair) (15)
Andere Parteien (44)
Parteilose (19)

| Parteien  | Parteien                                   | Stimmen   | %    | Sitze |
| --------- | ------------------------------------------ | --------- | ---- | ----- |
|           | Nationale Kongresspartei                   | 4,321,901 | 83.4 | 323   |
|           | Demokratische Unionisten                   | 249,768   | 4.8  | 25    |
|           | Demokratische Unionisten (Jalal al-Digair) | 137,265   | 2.6  | 15    |
|           | Andere Parteien                            | 475,185   | 9.2  | 44    |
|           | Parteilose                                 | 475,185   | 9.2  | 19    |
| Insgesamt | Insgesamt                                  | 5,184,119 | 100  | 426   |

## Parlamentsgebäude

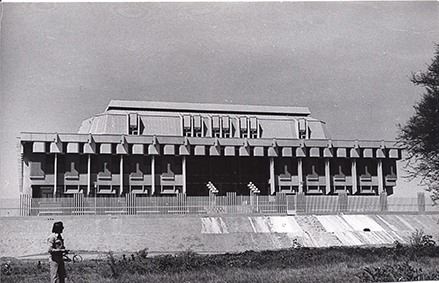
Parlamentsgebäude, 1977
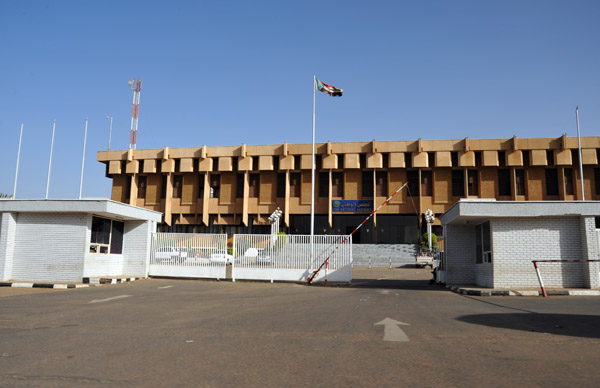
Parlamentsgebäude, 2009

Der Sitz der Nationalversammlung befindet sich in Omdurman.
Das Gebäude wurde von dem rumänischen Architekten Cezar Lăzărescu ab 1972 entworfen und 1978 fertiggestellt. Das Gebäude ist ein Bauwerk des sowjetischen Brutalismus.
Es liegt am Ufer des weißen Nil nahe dem Zusammenfluss mit dem blauen Nil bei der alten Omdurman-Brücke.